# Hans von Kirchbach
Rudolph Bodo Hans von Kirchbach (22 de junio de 1849, Auerbach - 23 de julio de 1928, Dresde) fue un oficial del ejército sajón quien fue Generaloberst en la Primera Guerra Mundial y recibió la Pour le Mérite.

## Biografía
Provenía de la nobleza sajona. Kirchbach era el hijo del maestro silvicultor Carl von Kirchbach (1799-1893), Consejero privado de finanzas y chambelán real sajón, y su segunda esposa Josephine von Bodenhausen (1825-1898).
Kirchbach atendió a la escuela privada en Auerbach y a la escuela secundaria de Bezzenberger y Opelt en Dresde. Se unió al ejército el 1 de abril de 1863, a la edad de 14 años, pasando 3 años como cadete en la Escuela de Artillería Real Sajona en Dresde. En mayo de 1866, Kirchbach fue asignado al 19.º (2.º Sajón) Regimiento de Artillería y con este regimiento tomó parte en la guerra austro-prusiana. Fue promovido en julio de 1866 al rango de teniente segundo y en agosto se unió al 12.º (1.º Sajón) Regimiento de Artillería de Campo. Sirvió con este regimiento en la guerra franco-prusiana y ganó la Cruz de Hierro (1870).
En 1872, fue promovido a teniente primero y capitán en 1877. Entre 1878 y 1881 sirvió como adjunto regimental y de brigada y como adjunto al rey Alberto de Sajonia. En 1881, fue elegido comandante de batería en el 19.º (2.º Sajón) Regimiento de Artillería. Sirvió de 1884 a 1889 como instructor de Artillería en la Escuela de Ingeniería en Berlín, obteniendo la promoción a mayor en 1887. En 1889 volvió al 12.º (1.º Sajón) Regimiento de Artillería de Campo como comandante del 1.º Abteilung (equivalente a batallón). Ahí, en 1891, fue ascendido al rango de teniente coronel. Kirchbach fue transferido al Departamento de Guerra sajón en 1893, y pasó a ser coronel en 1895, cuando fue puesto al mando del 32.º (3.º Sajón) Regimiento de Artillería de Campo. En 1899, ahora como General Mayor, era comandante de la 40.ª (4.ª Sajona) Brigada de Artillería de Campo, y en 1901, comandante de la 23.ª (1.ª Sajona) Brigada de Artillería de Campo. En 1904 Kirchbach fue promovido a Generalleutnant y elegido como comandante de la 32.ª (3.ª Sajona) División.
En 1907 fue elegido General der Artillerie y comandante general del XIX (2.º Sajón) Cuerpo. Así, sostenía una de las tres más altas posiciones en el Ejército sajón en tiempos de paz. Kirchbach recibió este puesto a pesar de que previamente no había ostentado ninguna posición como general. El rey Federico Augusto III de Sajonia lo eligió en 1912 "à la suite" (honorario) del 32.º (3.º Sajón) Regimiento de Artillería de Campo. Después de casi seis años como comandante de cuerpo, Kirchbach se retiró al final de noviembre de 1913.

## Primera Guerra Mundial
A los pocos meses de su retiro, la Primera Guerra Mundial estalló. Kirchbach fue reactivado y fue asignado al comandamiento general del XII (Real Sajón) Cuerpo de Reserva, parte del predominantemente sajón 3.º Ejército en el ala derecha de las fuerzas que invadieron Francia como parte de la ofensiva del Plan Schlieffen en agosto de 1914. Sirvió con este cuerpo en el frente occidental durante los siguientes tres años. Luchó en 1914 en la primera batalla del Marne, en 1915 en la primera batalla de Champaña, en 1916 en la batalla del Somme y en la batalla de Passchendaele en Ypres en 1917. Por su servicio como comandante de cuerpo, fue condecorado con la Pour le Mérite el 11 de agosto de 1916.
En diciembre de 1917, Kirchbach se trasladó al frente oriental, donde pasó a ser comandante del Armee-Abteilung D, remplazando a su primo, el General der Infanterie Günther Graf von Kirchbach. En enero de 1918 fue promovido al rango de Generaloberst. El Armee-Abteilung D fue disuelto en octubre de 1918, en cuyo punto volvió a retirarse.

## Últimos días
Con la disolución del Armee-Abteilung D a principios de octubre de 1918, se retiró después de un total de 52 años de servicio. Vivió en Dresde hasta su muerte el 23 de julio de 1928. Está enterrado en el Cementerio Nordfriedhof.

## Reconocimientos
- Gran Cruz del Orden Civil de Sajonia[4]
- Gran Cruz de la Orden de Alberto con Estrella dorada y Espadas[4]
- Cruz del Servicio Sajona[4]
- Gran Cruz del Orden al Mérito Militar Bávara[4]
- Honorario Gran Comandante de la Orden de la Casa de Oldenburgo de Pedro Federico Luis[4]
- Gran Cruz de la Orden del Águila Roja[4]
- Orden de la Corona (Prusia) 2.ª Clase con Estrella[4]
- Cruz de Hierro (1870) 2.ª Clase[4]
- Cruz de Honor (Reuß Línea Menor) 1.ª Clase[4]
- Cruz de Caballero 1.ª Clase de la Orden del Halcón Blanco[4]
- Gran Cruz de la Orden de la Casa Ernestina de Sajonia[4]
- Gran Cruz de la Orden de Federico[4]
- Gran Cruz de la Orden Española al Mérito Militar[4]
- Gran Oficial de la Orden de los Santos Mauricio y Lázaro[4]
- Orden de la Cruz de Hierro 1.ª Clase[4]
- Orden Militar de San Enrique
  - Cruz de Caballero el 9 de septiembre de 1914[5]
  - Comandante de 2.ª Clase el 9 de octubre de 1915[6]
  - Comandante de 1.ª Clase el 28 de agosto de 1916[7]
- Pour le Mérite el 11 de agosto de 1916[1]

## Familia
En Dresde el 29 de septiembre de 1873, Kirchbach contrajo matrimonio con Margaretha von Pawel-Rammingen (17 de octubre de 1852, Braunschweig - 13 de septiembre de 1931, Dresde), la hija del chambelán del Duque de Brunswick y Rittmeister, Albert von Pawel-Rammingen y su esposa Elisabeth Martini. Tuvieron un hijo, Hans-Karl von Kirchbach (1876-1946), quien murió a finales de 1946 en Dresde, en la Prisión Central rusa, y una hija Elizabeth von Kirchbach (1874-1946).